# Хуан де Торресар Діас Пім'єнта
Хуан де Торресар Діас Пім'єнта, іноді Хуан де Торресаль Діас Пім'єнта (ісп. Juan de Torrezar Díaz Pimienta; пом. 11 червня 1782) — іспанський військовик і колоніальний чиновник, віце-король Нової Гранади 1782 року, двічі обіймав посаду губернатора провінції Картахена, засновник міста Монтерія.

## Біографія
Був офіцером Королівської армії (1779 року дослужився до звання фельдмаршала) й кавалером ордена Карлоса III. Від травня 1774 до вересня 1780 та від травня 1781 до квітня 1782 року займав пост губернатора провінції Картахена.
21 квітня 1782 року зайняв пост віце-короля Нової Гранади, прибувши до столиці колонії, міста Санта-Фе-де-Богота. На той момент він був уже немічним старим, тож його правління виявилось нетривалим — Хуан де Торресар помер у червні того ж року.